# Antoni Guerra Minor

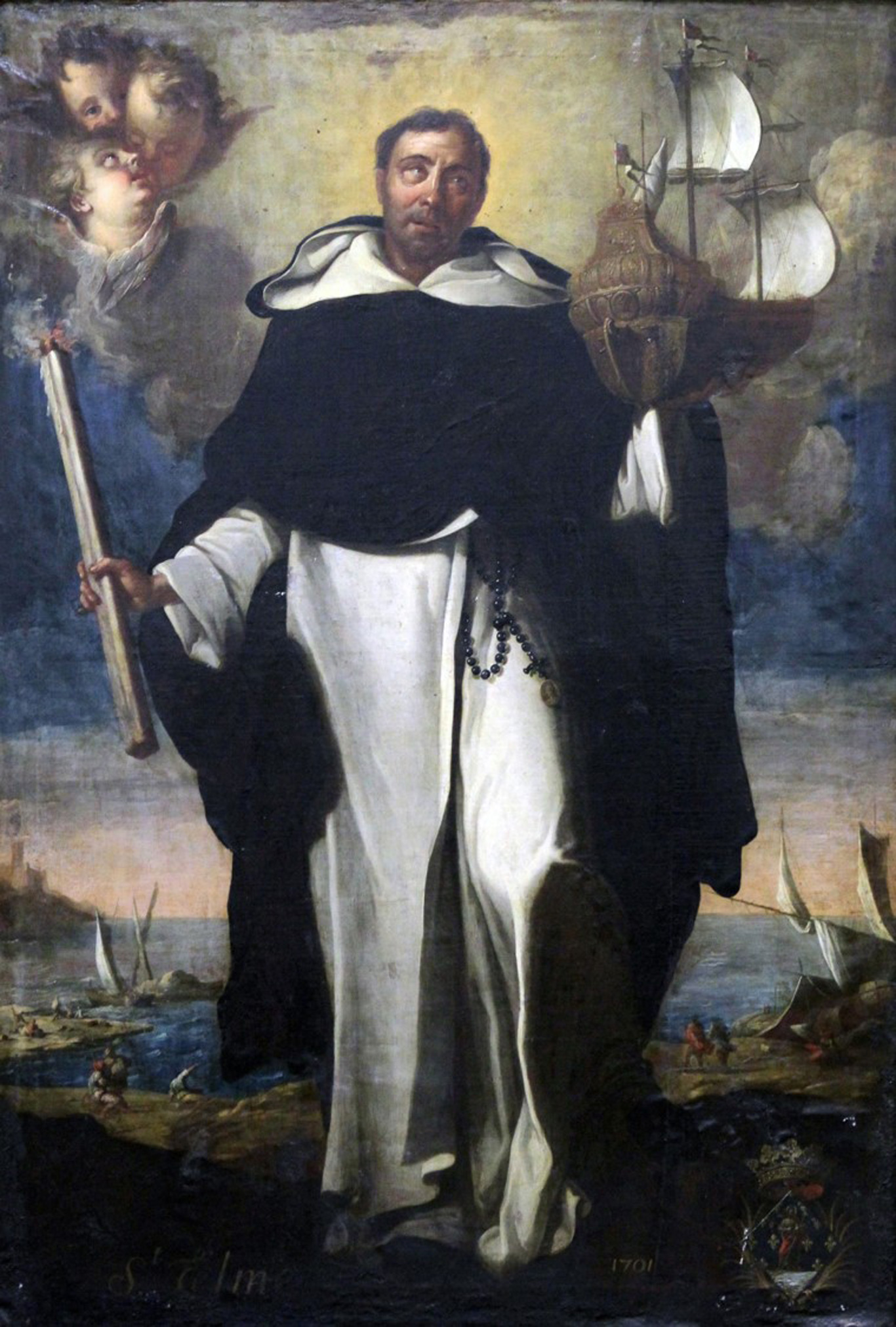
Sant Elmo (Pedro González Telmo). Óleo sobre lienzo, 199 x 134 cm, Perpiñán, Musée d'art Hyacinthe Rigaud.

Antoni Guerra Minor (Perpiñán, 1666-1711) fue un pintor barroco rosellonés, hijo del también pintor Antoni Guerra Major.

## Biografía
Segundo hijo y el mayor de los varones del pintor Antoni Guerra Major y de Teresa Gonzales, fue bautizado el 7 de marzo de 1666 en la catedral de San Juan Bautista de Perpiñán.
Su formación y primeros pasos como pintor en el taller paterno pueden explicar que tras el registro bautismal no reaparezca en la documentación hasta el 28 de noviembre de 1692, cuando, con veintiséis años, recibió un pago por la pintura de una Piedad para la iglesia parroquial de Catllar. Conservado en su lugar, el óleo, del que se documenta otro pago varios años más tarde, es réplica fiel en las figuras de Cristo y de su Madre del Cristo muerto en las rodillas de la Virgen de Charles Le Brun (Louvre), lo que podría indicar —no obstante su vinculación al taller paterno— que el rosellonés completase su formación en algún viaje a París o en el taller de algún otro maestro fuera de Perpiñán, como pudiera ser Jean Ranc.

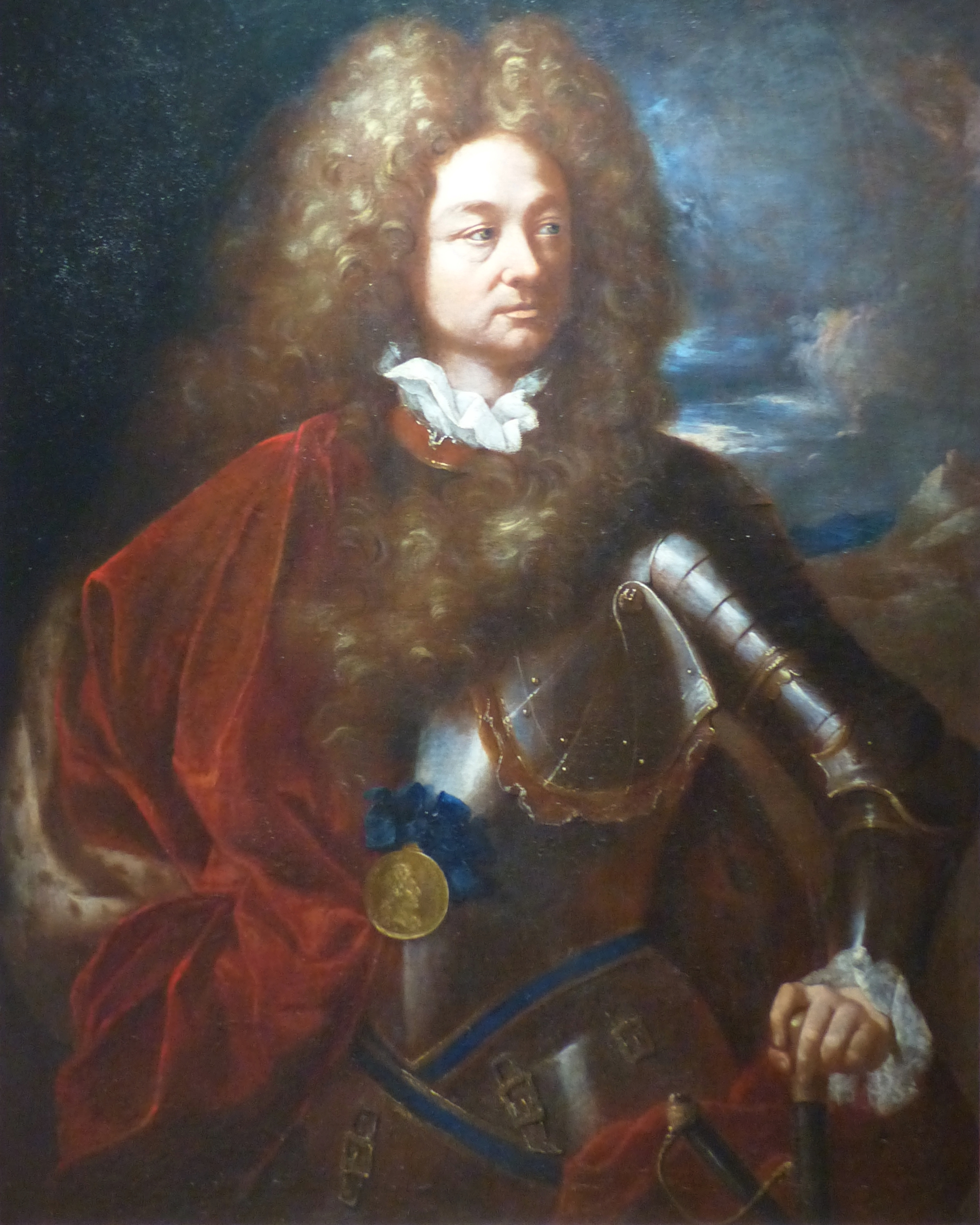
Retrato del coronel Albert Manuel, 1698, óleo sobre lienzo, 97,5 x 131,5 cm, Perpiñán, Musée d'art Hyacinthe Rigaud.

El 31 de marzo de 1694 se casó con Josefa Ribera, hija de un mercader. El contrato matrimonial establecía que, como el hereu, Guerra Minor recibiría la donación universal de los bienes de Antoni Guerra Major y que la pareja residiría en la casa familiar (comuna habitació), en la que serían alojados y alimentados, comprometiéndose a cambio a aportar dos tercios de sus ganancias. El matrimonio tuvo dos hijos que no sobrevivieron y en 1701 falleció Josefa. En enero de 1705 Guerra contrajo matrimonio en segundas nupcias con Teresa Barba, hija de un cirujano. Se hizo entonces efectivo el traspaso a su favor de los bienes de Guerra Major, quien deseaba retirarse por encontrarse de mucha edad, acordando en compensación Antoni Guerra el pago de un salario a su hermano menor, Francesc Guerra, que trabajaba también como pintor en el taller de la familia. En la organización del taller podría haber influido la prohibición establecida en los estatutos del colegio de San Lucas de 1698 de practicar al mismo tiempo la pintura y el dorado. Si Guerra Major aparece en la documentación esencialmente como dorador, actividad particularmente rentable por el predominio en la zona en aquellos años de los retablos de madera y escultura, Guerra Minor es exclusivamente pintor de caballete.
El 6 de noviembre de 1702 fue elegido rector del colegio de San Lucas, donde algunos meses más tarde, en el verano de 1703, se le menciona como pintor de su majestad. Tal circunstancia y las alusiones a un retrato del rey Felipe V de España, que podría haber pintado en diciembre de 1702 cuando el monarca pasó por Perpiñán, dieron pie a tejer una leyenda romántica en torno al pintor, quien habría seguido al rey a Madrid como su pintor de cámara, aunque, nostálgico de su tierra, no habría tardado en renunciar a los pingües beneficios que se le ofrecían para regresar a ella. Para Yves Bottineau, aceptando una corta estancia del pintor en la corte de Madrid, la razón del rápido abandono sería distinta pues, tratándose de un artista secundario y provincial, no habría alcanzado la talla requerida para el ejercicio del cargo. La obra documentada o firmada que se ha conservado de Guerra Minor en cantidad relativamente abundante, en la que predominan los asuntos religiosos sin que falte algún retrato, muestra, en efecto, a un artista desigual con amplia participación del taller en la ejecución de los encargos, que hace uso generoso de estampas en la creación de sus composiciones y repite los modelos de mayor fortuna entre la clientela, como el del Éxtasis de santa Teresa creado por su padre. 
El inventario y almoneda de sus bienes el 11 de abril de 1711, a los pocos días de su muerte, caracteriza del mismo modo la existencia de un taller muy activo pero que vendía a precios muy bajos y apenas daba para acondicionar modestamente la vivienda, sobre la que pesaba una renta. Y, no obstante, el pintor se trataba a sí mismo con distinción, siendo el único artista en la ciudad que disponía de sirvienta y usaba peluca y bastón con pomo dorado, además de contar en su estudio con 52 libros, hecho también excepcional entre los pintores de Perpiñán por aquellos años, y 314 estampas.